# Jan Seidl (hudebník)
Jan Seidl (* 9. září 1957) je český bubeník, známý jako člen skupin Futurum a Stromboli.

## Biografie
Jan Seidl začal hrát v amatérské rodinné skupině Andy Seidl Band společně se svými bratry Adolfem („Andym“; kytara) a Jiřím (baskytara). V květnu 1981 spoluzaložil společně s baskytaristou Antonínem Smrčkou (ex Abraxas) a kytaristou Michalem Němečkem (ex Alternativy a Kramle) pražskou hard rockovou skupinu Pumpa. V podobě tria kapela vystupovala pouze několik měsíců, již v září 1981 byla doplněna o další hudebníky a Seidl nahrazen Jiřím Horálkem. V roce 1983 vznikla v Brně art rocková skupina Futurum, jejíž hlavní vedoucí osobností byl klávesista a zpěvák Roman Dragoun, Seidlův kamarád z dětství, který jej také do nové kapely přizval. Futurum nahrálo v 80. letech dvě desky, v roce 1988 ale Seidl s Dragounem skupinu opustili a stali se členy pražských Stromboli, kde nahradili bubeníka Klaudia Kryšpína a klávesistku Vendulu Kašpárkovou, kteří emigrovali. Ve Stromboli se podíleli na nahrávání alba Shutdown, kapela se ale ve koncem roku 1989 rozpadla.
V první polovině 90. let 20. století byl Jan Seidl členem skupiny Pavitram, od té doby také spolupracuje s Romanem Dragounem na jeho sólových albech, s bubeníkem Radimem Kovářem napsal též knihu Výuka kreativní hry na bicí nástroje aneb bouchej, bude ti otevřeno.
V roce 2005 byla obnovena činnost Futura, které v původní sestavě Roman Dragoun – Miloš Morávek – Emil Kopřiva – Jan Seidl dodnes příležitostně vystupuje. Skupina v roce 2009 opožděně oslavila 25. výročí založení dvojkoncertem se všemi bývalými členy kapely.

## Diskografie

### S Futurem
- viz kompletní diskografie Futura

### Se Stromboli
- 1989 – Shutdown (album)

### S Romanem Dragounem
- 1995 – Stín mý krve (album)
- 2000 – Slunci blíž (album)
- 2009 – Otlučená srdce (album a živé DVD)